# Сан Ђакомо (Венеција)
Сан Ђакомо је насеље у Италији у округу Венеција, региону Венето.
Према процени из 2011. у насељу је живело 148 становника. Насеље се налази на надморској висини од 0 м.